# IC 2274
IC 2274 — галактика типу *3 (потрійна зірка) у сузір'ї Рак.
Цей об'єкт міститься в оригінальній редакції індексного каталогу.